# Kreisleriana (Robert Schumann)

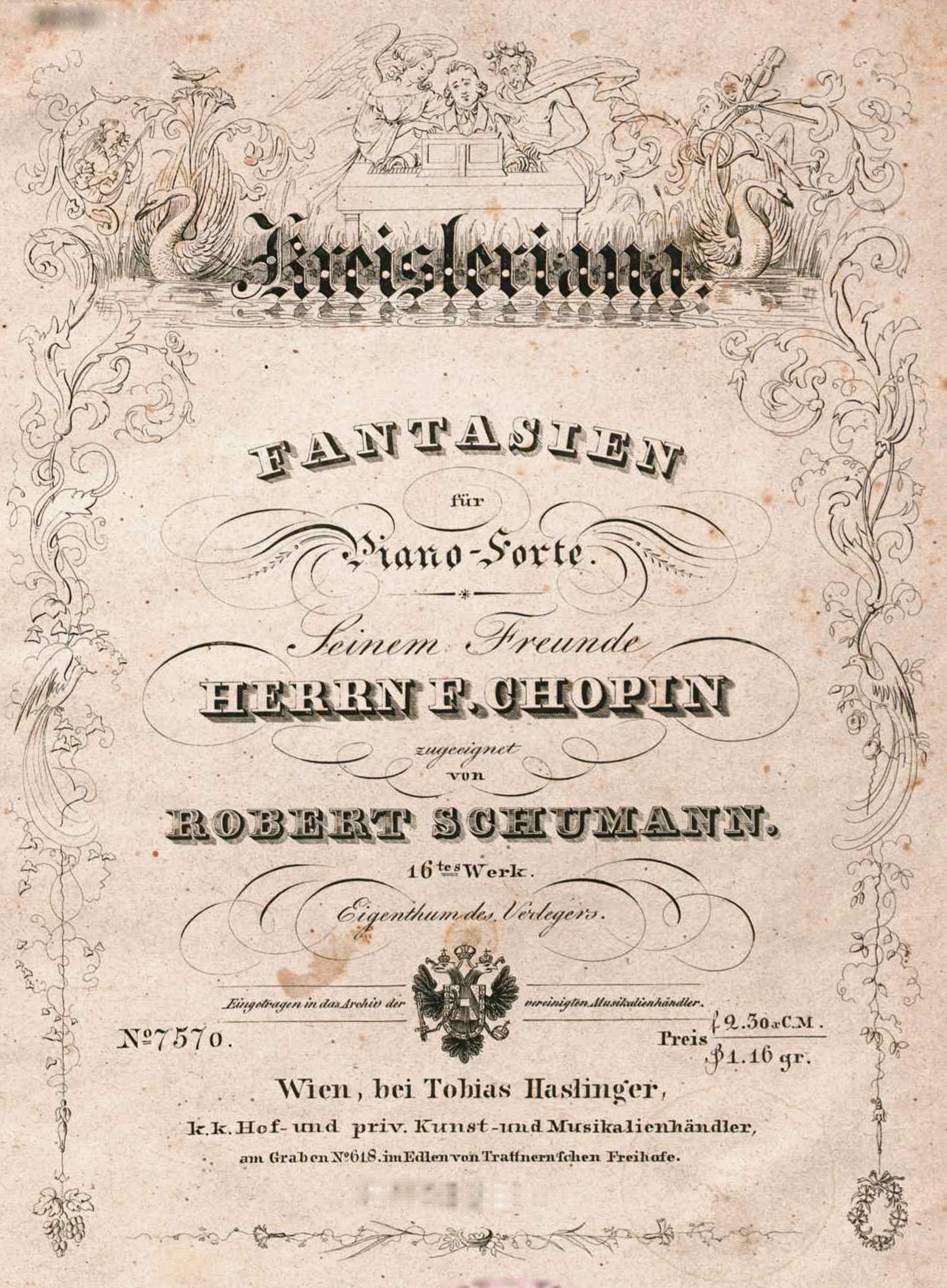

Les Kreisleriana, opus 16, sont huit pièces pour piano composées par Robert Schumann en 1838, alors que le compositeur était âgé de 28 ans. La durée d'exécution est d'environ 30 minutes.

## Histoire
Les Kresleriana ont été composées pour Clara Schumann, cependant le cycle est dédié à Frédéric Chopin.
« J'ai terminé encore une série de nouvelles pièces ; je les appelle Kresleriana. Toi [Clara] et ta pensée les dominent complètement et je veux te les dédier, - à toi et à personne d'autre - et tu souriras si joliment quand tu t'y retrouveras. Ma musique me semble maintenant si merveilleusement réalisée, si simple et venant droit du cœur... Musique bizarre, musique folle, voire solennelle ; tu en feras des yeux quand tu les joueras ! D'ailleurs, il m'arrive maintes fois en ce moment de me sentir éclater à force de musique. Joue quelquefois mes Kresleriana ! Dans certaines parties, il y a un amour vraiment sauvage, et ta vie et la mienne et beaucoup de tes regards » - 3 août 1838
Toutes liées par une affinité thématique, les pièces de ce cycle illustrent tantôt le calme, tantôt l'orage et reflètent le caractère houleux, sinon l'instabilité maladive, de Schumann. Elles ont été composées à l'époque où Schumann était follement amoureux de Clara Wieck, pianiste de neuf ans sa cadette : le père de la jeune fille voulait alors faire échec à leur union, conscient du caractère instable du musicien. Ce sont d'ailleurs les relations difficiles entre son père et Schumann qui conduisirent Clara à demander que l'ouvrage ne lui soit pas dédié.
Les Kreisleriana expriment peut-être les conflits intérieurs d'un homme et d'une femme épris l'un de l'autre, avec les états d'âme changeants, mais ils sont aussi le reflet de la passion de Schumann pour le romantisme littéraire. Ils évoquent en effet le personnage de fiction Johannès Kreisler tiré des œuvres d'E.T.A. Hoffmann. Comme Kreisler, chaque pièce a deux sections très différentes rappelant peut-être Florestan et Eusebius, les deux personnages imaginaires créés par Schumann lui-même, représentants fidèles des contradictions qui l'agitaient (impulsivité et rêverie).

## Liste des mouvements
1. Extrêmement agité,
2. Très intime et pas trop rapide - Intermezzo I (très vif) - Intermezzo II (plus animé),
3. Très agité,
4. Très lent,
5. Très vif,
6. Très lent,
7. Très rapide,
8. Rapide et enjoué.

Les Kreisleriana sont considérés comme l'un des plus grands chefs-d'œuvre pour piano solo du compositeur et de la musique romantique, avec entre autres la Fantaisie, op. 17.